# Obolaria
Obolaria es un género con dos especies de plantas con flores perteneciente a la familia Gentianaceae.

## Taxonomía
El género fue descrito por  Carlos Linneo y publicado en Species Plantarum 2: 632. 1753.  La especie tipo es: Obolaria virginica

## Especies
- Obolaria borealis
- Obolaria virginica